# Balearski otoki
Balearski otoki (katalonsko Illes Balears, špansko Islas Baleares) je otočje v zahodnem delu Sredozemskega morja, imenovanem tudi Balearsko morje. Politično so del Španije, v kulturno-jezikovnem pogledu pa spadajo h Katalonskim deželam. Glavni otoki so Majorka (katalonsko in špansko Mallorca) na sredini, Menorka (Menorca) na vzhodu, Ibiza (katalonsko Eivissa) in Formentera na zahodu. Otoki so združeni v Balearsko avtonomno skupnost, ki meri 4.992 km2 in šteje okoli 1,2 milijona prebivalcev (2021). Glavno mesto je Palma de Mallorca. Otoki so hriboviti z malo gozda. V rodovitnem, namakanem nižavju uspevajo južno sadje, olive, vinogradi. Pomemben je turizem.

## Zgodovina
Od 6. stoletja pr. n. št. so bili pod Kartažani, po letu 123 pr. n. št. v Rimskem cesarstvu. 
V 8. stoletju so jih zasedli Arabci, leta 1253 pa jih je osvojil aragonski kralj Jakob I. in jih na novo poselil s Katalonci. Med letoma 1262 in 1348 so bili združeni v kraljevino Majorko pod aragonsko krono, po letu 1348 znova podrejeni neposredno aragonskim kraljem. Menorka je bila v 18. stoletju za kratek čas tudi pod britansko oblastjo.

## Sklic
1. ↑  Estatuto de Autonomía de las Islas Baleares Arhivirano 2021-03-01 na Wayback Machine., 5. september 2007.